# Eurocadres
Créé en 1993, Eurocadres (Conseil des cadres européens) est une organisation syndicale associée à la CES (Confédération européenne des syndicats), qui regroupe et représente 5 millions de cadres en Europe dans les divers secteurs privés et publics.

Logo d'Eurocadres en 1993.

Eurocadres est reconnu par la Commission européenne comme partenaire social européen, et participe, à ce titre, aux négociations des accords conclus avec les employeurs (directive européenne sur le temps de travail, etc.).
Le Français Michel Rousselot (CFDT Cadres) en a été le premier président. Se sont ensuite succédé à ce poste l'Italien Carlo Parietti (Confédération générale italienne du travail) en 2005, le Suédois Martin Jefflén (UNI-Europa) en 2013, puis la Française Nayla Glaise (UGICT-CGT) en octobre 2021.

## Organisations membres
Parmi les organisations affiliées à Eurocadres, on trouve :
- Les organisations françaises CFDT Cadres, UGICT-CGT, FO Cadres, FSU, CFTC Cadres, UNSA Cadres et SNES.
- Les organisations belges CGSLB, GNC-CNE, LBC-NVK et SETCa.
- Les organisations luxembourgeoises OGB-L et LCGB.
- Parmi les organisations néerlandaises : Fédération syndicale pour les travailleurs des classes moyennes et de haut niveau.

## Sources
- (en) Dr. Gerald Musger, How do trade unions conform to the European knowledge society? : Eurocadres balancing knowledge workers’ interests in scientific identity, European and global solidarity and individual sustainable development (MASTER THESIS), Vienne (Autriche), Université de Vienne, 2022 (lire en ligne).
- Christophe Degryse et Pierre Tilly, 1973-2013 : 40 ans d'histoire de la Confédération européenne des syndicats, Bruxelles, Confédération européenne des syndicats, 2013, 251 p. (ISBN 978-2-87452-303-8, lire en ligne), page 78.